# Petra Luterán
Petra Luterán (15 de junio de 1997) es una deportista húngara que compite en atletismo adaptado. Ganó una medalla de plata en los Juegos Paralímpicos de París 2024, en la prueba de salto de longitud T47.

## Palmarés internacional
| Juegos Paralímpicos | Juegos Paralímpicos | Juegos Paralímpicos | Juegos Paralímpicos   |
| Año                 | Lugar               | Medalla             | Prueba                |
| ------------------- | ------------------- | ------------------- | --------------------- |
| 2024                | París (Francia)     | Medalla de plata    | Salto de longitud T47 |